# Litoral (historisk departement)
|  | Denne artikel omhandler det historiske bolivianske departement Litoral. For den nutidige provins af samme navn, se Litoral (provins). |
Departementet Litoral var en tidligere administrativ enhed i Bolivia, der omfattede det område, der i dag udgøres af den chilenske region Antofagasta, der bl.a. består af Atacamaørkenen. Området tilhørte tidligere Bolivia i perioden fra udråbelsen af Bolivia som selvstændig republik i 1825 efter den bolivianske frihedskrig og frem til fredsslutningen efter Stillehavskrigen, hvor Bolivia måtte afstå området til Chile. Departementet var det eneste bolivianske departement, der havde adgang til havet, og afståelsen medførte, at Bolivia blev en indlandsstat. 

## Baggrund
Da Øvre Peru i 1825 erklærede sig uafhængig af Spanien efter den bolivianske frihedskrig tilhørte området Øvre Perus departement Potosí. Under landets første præsident, Andrés de Santa Cruz, blev området udskilt til et selvstændigt departement under navnet Litoral. Ved Bolivias selvstændighed var området meget tyndt befolket med blot 3.700 mennesker i området.
De største byer i området var Cobija, Mejillones og Antofagasta. Det nyudråbte Bolivia valgte af lade havnebyen Paposo være hovedbyen på kyststrækningen Atacameño.
Sideløbende med at Bolivia opnåede uafhængighed. var også Chile igennem en uafhængighedsproces, der var påbegyndt i 1810. Chile havde i perioden herefter successivt opnået kontrol over en række landområder, og fra omkring 1840'erne lod Chile den øde provins befolke og iværksatte tiltag til at håndhæve suverænitet i den nordlige ørkenkyst. Chile forsøgte at etablere grænse op til Peru og kunne have ekspanderet yderligere, hvis ikke Bolivia havde grundlagt den bolivianske by Cobija.
Generelt var grænserne i den øde region uklare, idet grænsedragningen af de forskellige regioner under det spanske kolonistyre ikke var veldefinerede. Såvel Bolivia som Chile påberåbte sig hver især forskellige spanske dokumenter til støtte for de modstridende krav.

## Traktater
I 1866 blev der oprettet en traktat, der fastlagde grænserne mellem Bolivia og Chile i området. Traktaten fastsatte en grænse mellem de to lande, der løb langs den 24. breddegrad og skabte et område med fælles interesser mellem 23° og 25° sydlig breddegrad. 
I 1874 blev der indgået en ny traktat mellem Peru og Boliva, der fastlagde den endelige grænse mellem de to lande. Grænsen blev fastlagt til den 24. breddegrad, og det område, der tidligere havde været område med "fælles interesser" blev således opdelt og overført til de to lande. Traktaten gav imidlertid Bolivia retten til at beskatte chilenske personer og virksomheder syd for grænsen mellem 24. og 25. breddegrad (dvs. på chilensk territorium) under forudsætning af, at Bolivia i en periode på 25 år ikke pålagde nye skatter i området. Hovedhavnen på Bolivias kyststrækning var nu byen Antofagasta.
På trods af, at Bolivia ved traktaten i 1874 havde forpligtet sig til ikke at pålægge chilenske virksomheder forøgede skatter, pålagde Bolivia allerede i februar 1878 forøgede skatter på det chilenske mineselskab "Compañía de Salitres y Ferrocarril de Antofagasta, CSFA. Chile protesterede mod pålæggelsen af de nye skatter og forlangte, at sagen blev forelagt international voldgift. Bolivia afviste imidlertid protesterne og meddelte, at sagen henhørte under bolivianske domstole. Chile meddelte herefter, at landet ikke længere var forpligtet af traktaten fra 1874. Da Bolivia beslaglagde aktiver tilhørende mineselskabet og satte disse på tvangsauktion i februar 1879, besatte chilenske tropper havnebyen Antofagasta, hvilket var indledningen til Stillehavskrigen.

## Stillehavskrigen
Efter Chiles besættelse af Antofagasta erklærede Bolivia krig mod Chile. Bolivia havde i 1873 indgået en hemmelig traktat med Peru om gensidig støtte, og Peru blev derfor inddraget i krigen, der fik navnet Guerra del Pacífico (Stillehavskrigen). Krigen kaldes også Salpeterkrigen, idet krigen ud over beskatningsrettigheder tillige havde sit rationale i tvist om adgangen til udvinding af de store forekomster af salpeter i området, både i form af miner og i form af salpeterholdigt fuglemøg, guano, der var aflejret på klipperne ved kysten. 
Krigen fik et for Bolivia katastrofalt forløb, da landet i 1884 måtte acceptere en våbenhvile, der de facto medførte et tab af Stillehavsregionen, herunder Litoral. Ved den endelige fredsslutning i 1904 blev tabet af regionen gjort permanent og Bolivia blev formelt en indlandsstat. Ved fredsslutningen påtog Chile sig at anlægge en jernbane mellem havnebyen Arica og Bolivias hovedstad La Paz, og Chile garanterede Bolivia havnerettigheder i Chile og transitrettigheder.
Langt de fleste beboere i området var chilenere, hvorfor Chiles annektering af området ikke medførte nævneværdig ændring af befolkningssammensætningen i området.

## Nutidens territorialkrav
Tabet af Stillehavskysten er fortsat i dag et nationalt traume i Bolivia. Landets forfatning indeholder i artikel 267 en erklæring om, at Bolivia har en uigenkaldelig ret, der ikke kan frafaldes, over de områder, der sikrer landet adgang til havet. Det understreges dog, at generhvervelsen af Stillehavskysten skal ske ved fredelige midler. 
Det bolivianske nationalvåben indeholder 10 stjerner: 9 for hver af de ni nuværende departementer og én for Litoral. Bolivias væbnede styrker anvender sloganet "Havet er vor ret. At genvinde det en nødvendighed".
Bolivia og Chile har siden Stillehavskrigen kun haft diplomatiske forbindelser i kortere perioder og har ikke haft diplomatiske forbindelser siden 1978, hvor forhandlinger om en reetablering af Bolivias adgang til havet brød sammen.